# カルロ・ガリーリオ
カルロ・ガリーリオ（イタリア語：Carlo Gariglio、1964年 - ）はイタリアの政治家。2001年からのファシズム・自由運動の指導者へ就任した。
1990年にトリノ大学で政治学の学位を取得。同年にイタリア国民戦線の党員として政治家としてのキャリアをスタートさせるが、1991年に結成されたファシズム・自由運動への参加を機に国民戦線を退党。
現在、月刊雑誌『Il Lavoro Fascista』の編集者。